# A Shot in the Dark (film, 1935)
Pour les articles homonymes, voir A Shot in the Dark.
A Shot in the Dark est un film américain de 1935 réalisé par Charles Lamont.

## Fiche technique
- Réalisation : Charles Lamont
- Scénario : Charles S. Belden
- Direction artistique : Edward C. Jewell
- Photographie : M. A. Anderson
- Son : L.E. Clark
- Montage : Roland Reed
- Date de sortie : 1935

## Distribution
- Charles Starrett : Kenneth "Ken" Harris
- Robert Warwick : Joseph Harris
- Edward Van Sloan : Professeur Bostwick
- Marion Shilling : Jean Coates
- Helen Jerome Eddy : Miss Lottie Case
- Doris Lloyd : Lucille Coates
- James Bush : Byron Coates / John Meseraux
- Julian Madison : Charlie Penlon
- Eddie Tamblyn : Bill Smart
- Ralph Brooks : Sam Anderson
- Robert McKenzie : le shérif
- John Davidson : Professeur Brand
- Herbert Bunston : College President
- George Morrell : le député Ab Barber
- Broderick O'Farrell : Dr. Howell
- Jane Keckley : Bostwick's Housekeeper